# Mông Sơn
Mông Sơn là một xã thuộc huyện Yên Bình, tỉnh Yên Bái, Việt Nam.
Xã Mông Sơn có diện tích 45,86 km², dân số năm 2019 là 4.369 người, mật độ dân số đạt 95 người/km².